# Stefan Antoni Mdzewski
Stefan Antoni Mdzewski, OP (1653–1718) foi um prelado católico romano que serviu como bispo auxiliar de Gniezno de 1699 a 1718 e bispo auxiliar de Lutsk de 1690 a 1699.

## Biografia
Stefan Antoni Mdzewski nasceu em Plock em 1653 e foi ordenado sacerdote na Ordem dos Pregadores a 2 de Maio de 1671. No dia 11 de Janeiro de 1690, foi nomeado durante o papado de Alexandre VIII como Bispo Auxiliar de Lutsk e Bispo Titular de Calama. A 12 de Março de 1690, foi consagrado bispo por Bogusław Leszczyński, Bispo de Lutsk, com Andrzej Chryzostom Załuski, Bispo de Kiev e Chernihiv, servindo como co-consagrador. A 13 de Agosto de 1699, foi nomeado durante o papado de Inocêncio XII como Bispo Auxiliar de Gniezno, onde serviu até à sua morte a 16 de Maio de 1718.

## Sucessão episcopal
Enquanto bispo, foi o co-consagrador principal de:
- Kazimierz Jan Szczuka, Bispo de Chelmno (1693);
- Kazimierz Łubieński, Bispo Auxiliar de Cracóvia (1701);
- Aleksander Benedykt Wyhowski, bispo de Lutsk (1703); e
- Jan Mikolaj Łubieniecki, Bispo de Bacău (1711).